# Heinrich Grassmüller
Heinrich Grassmüller (* 1632 in Hamburg; † 12. Januar 1683 ebenda) war ein deutscher lutherischer Prediger.
Grassmüller widmete sich der Theologie und bekleidete nach Beendigung seiner Studien nach und nach mehrere Stellen, in denen er eifrig sein Predigertalent entfaltete und sich durch strenge Gewissenhaftigkeit in der Seelsorge auszeichnete. Er rückte allmählich in höhere Positionen auf und war zuletzt Erzdiakon an der Michaeliskirche Hamburg.
Als Schriftsteller machte Grassmüller sich bekannt durch sein Krankenbuch, oder Gebete und Trostsprüche für die Kranken (6 Teile, Hamburg 1681), das zu den besseren seinerzeitigen Werken in diesem Zweig der Seelsorge gehört. Es war im späten 17. Jahrhundert ein beliebtes Handbuch der protestantischen Geistlichkeit und ein gesuchtes Trostbuch der gläubigen Protestanten auf dem Krankenbett.